# Judimendi

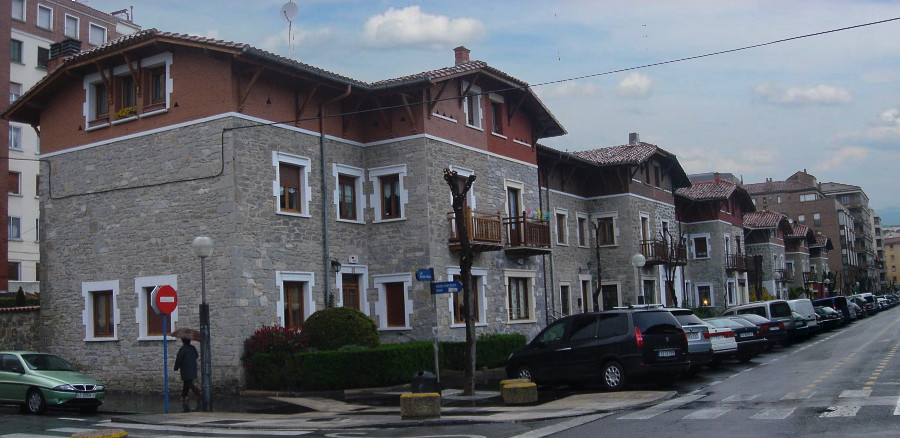
Les casas baratas de Judimendi.

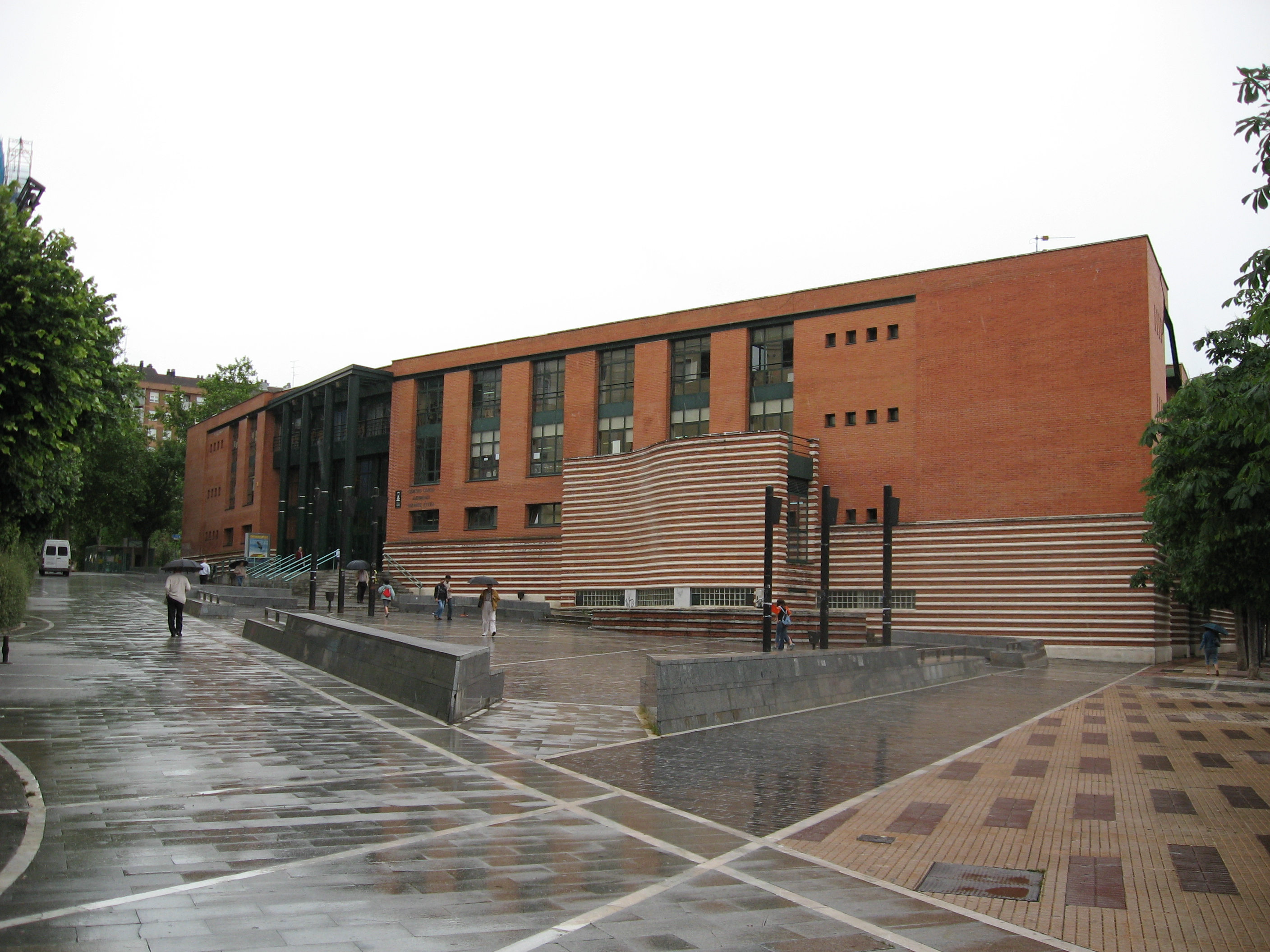
Centre cívic Judimendi.

Judimendi és un barri de la ciutat de Vitòria (Àlaba). Tenia una població de 6.335 habitants (2008). Limita al sud i a l'est amb el barri de Santa Luzia, a l'oest con Babesgabetuak i al nord con el barri de Done Jakue.

## Història
El seu nom vol dir en basc muntanya dels jueus. La comunitat sefardí que habitava a Vitòria abans de l'expulsió de 1492 tenia en aquesta lloma situada a l'est de la ciutat el seu cementiri. Quan els Reis Catòlics van decretar la seva expulsió d'Espanya els jueus de Vitòria van acordar amb les autoritats locals la cessió del seu cementiri a la vila a canvi que mai s'edifiqués ni es llaurés en aquest terreny sagrat.
Encara que el topònim va perdurar durant els segles següents, aquest acord havia estat gairebé oblidat, quan a mitjan segle xx l'ajuntament de Vitòria va projectar la construcció d'un nou cementiri al lloc de Judimendi. La notícia va arribar a oïdes de la comunitat jueva de Baiona que va reclamar. La reclamació va ser atesa per l'ajuntament que hi va plantar arbres i el 1952 es va subscriure un nou acord entre el Consistori Israelita de Baiona (com a hereu més proper de la comunitat jueva expulsada de Vitòria) i l'alcalde de la ciutat que va substituir el conveni de 1492, alliberant l'ajuntament de Vitòria d'algunes de les antigues obligacions a canvi de mantenir el record i el respecte de l'antic cementiri.
L'actual barri de Judimendi s'estén a l'oest de la muntanya Judimendi, entre el Parc de Judimendi i el centre de la ciutat. La urbanització va començar al començament de la dècada de 1930 amb la construcció d'una colònia de cases barates destinades a les classes mitjanes artesanals de la ciutat.
La remodelació del Parc de Judimendi ha permès ampliar el parc i deixar un entorn ideal per passejar, llegir, jugar, meditar. En record de l'antic cementiri jueu, han plantat oliveres i s'ha instal·lat una preciosa obra titulada Convivència de l'artista Yaël Artsi.
El Centre Cívic de Judimendi a la Plaça Sefarad és el lloc més transitat per nens, joves, adults i majors de totes les procedències per a diverses activitats. És un centre d'integració social dels molts amb els quals explica la ciutat de Vitòria.
Al barri hi ha una zona de bars coneguda en tota la ciutat com «La Ruta de Judimendi». És coneguda pel seu ambient i per oferir una àmplia varietat d'establiments i ofertes.